# ライオン狩り (ルーベンス)
『ライオン狩り』（ライオンがり、独: Löwenjagd、英: The Lion Hunt）は、フランドルのバロック期の巨匠ピーテル・パウル・ルーベンスが1621年にキャンバス上に油彩で制作した絵画で、2頭のライオンが馬上、または徒歩の狩猟者に攻撃されている場面を表している。ルーベンスが狩猟の主題で描いた作品の最後となるものである。作品は現在、ミュンヘンのアルテ・ピナコテークに所蔵されている。

## 作品
1610年代後半からルーベンスは数点の狩猟図を描いている。彼の一群の作品はレオナルド・ダ・ヴィンチの『アンギアーリの戦い』のような戦闘図の雄渾で劇的な表現を導入し、狩猟というより人間と猛獣の死闘として描いたものである。17世紀のフランドルでは、フランス・スナイデルスら専門画家による狩猟画の発展が見られたが、それらは狩猟と獲物のみを描いている点で、ルーベンスの作品とは異なっている。

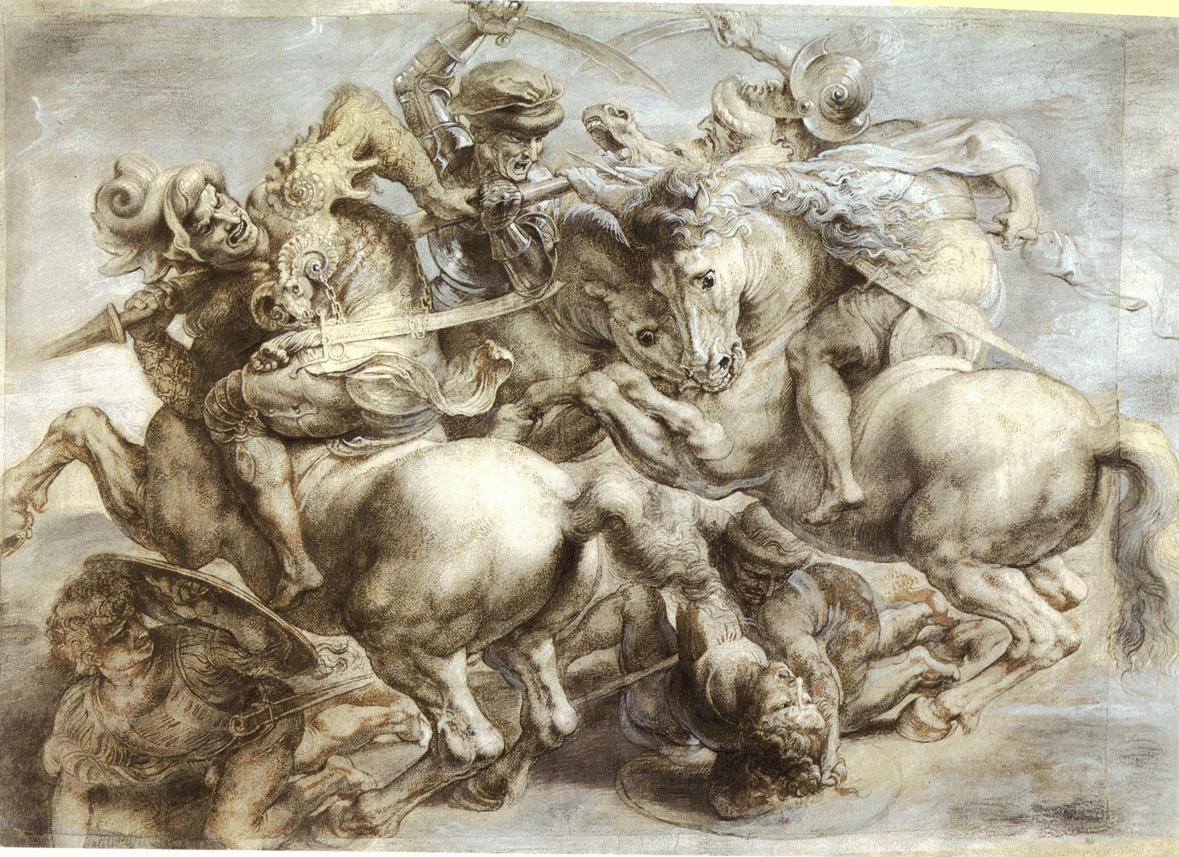
レオナルド・ダ・ヴィンチの原画にもとづくピーテル・パウル・ルーベンスの複製『アンギアーリの戦い』 (1630年)

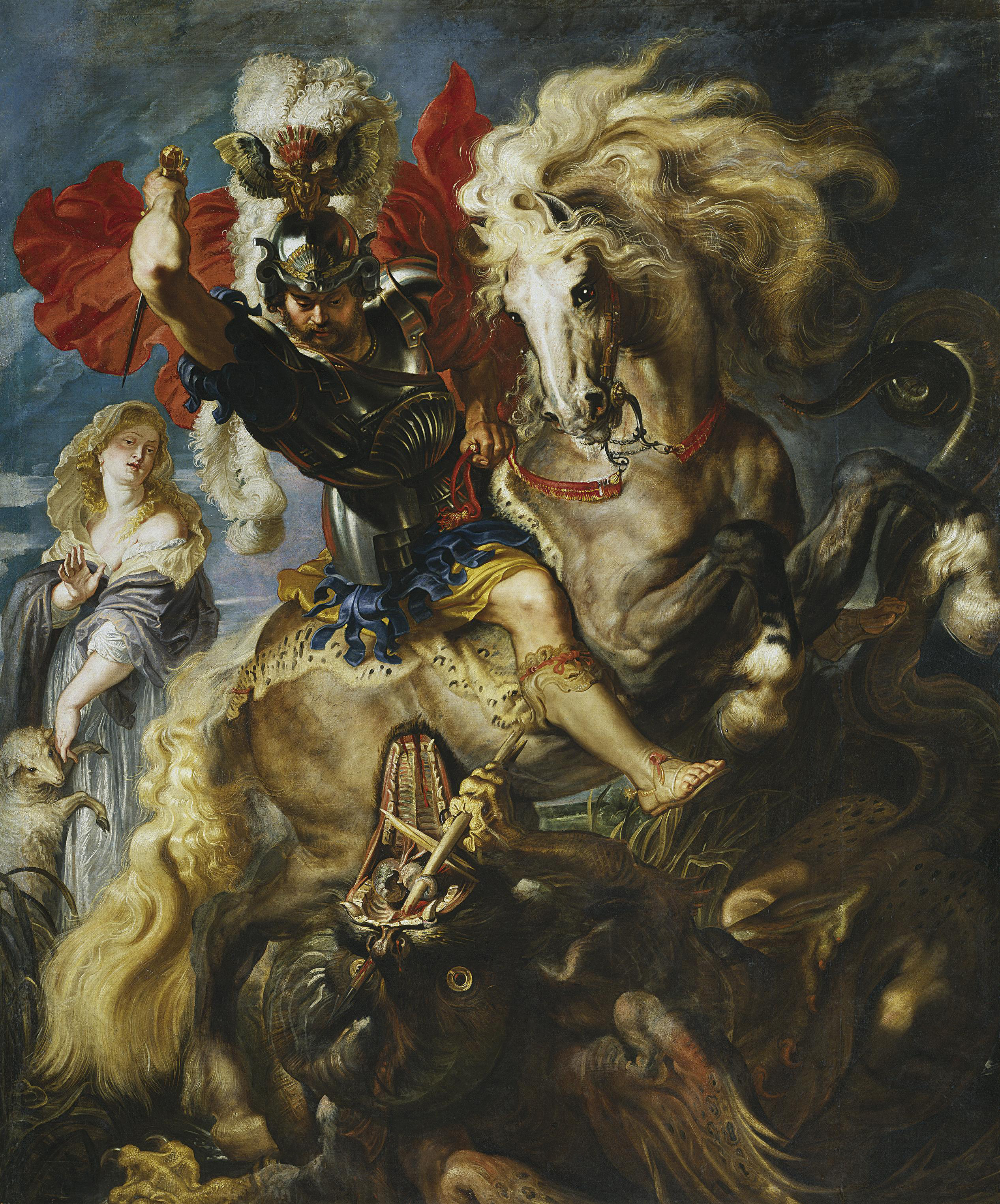
ピーテル・パウル・ルーベンス『聖ゲオルギウスと竜』 (1606-1608年)、プラド美術館、マドリード

1621年9月の手紙で、ルーベンスは「大作が完成した。すべて自分自身の手で制作、これが一番いいことだ。ライオン狩りの絵である・・・」と書いた。言及されている作品が本作と同一の作品であるとすると、本作はブリュッセル駐在イギリス大使の委嘱で制作されたものである。
この絵画は、ルーベンスの一群の狩猟図の中でも最も円熟した作品となっている。人と獣が空間の中で横倒しのS字型に絡み合った構図は、激しい動感と緊密なまとまりをともに示している。扇型をなしてライオンに集中する槍の配列にも同様の効果が認められる。馬が棹立ちになり、狩猟者の1人が槍をライオンに突き刺している。もう1人は剣を振りかざし、ライオンを斬ろうとしている。甲冑に身を固め、剣を振り下ろすその姿には、ルーベンスのイタリア滞在中の絵画『聖ゲオルギウスと竜』 (プラド美術館、マドリード) のモティーフが用いられている。場面の焦点となっているのはライオンに襲われ、落馬している人物であるが、その姿はアルテ・ピナコテークにある油彩スケッチにも描かれている。ライオンの爪が馬の身体に食い込むモティーフは古代美術から採られており、馬の描写はレオナルドの『アンギアーリの戦い』に影響を受けている。

## ルーベンスの狩猟図

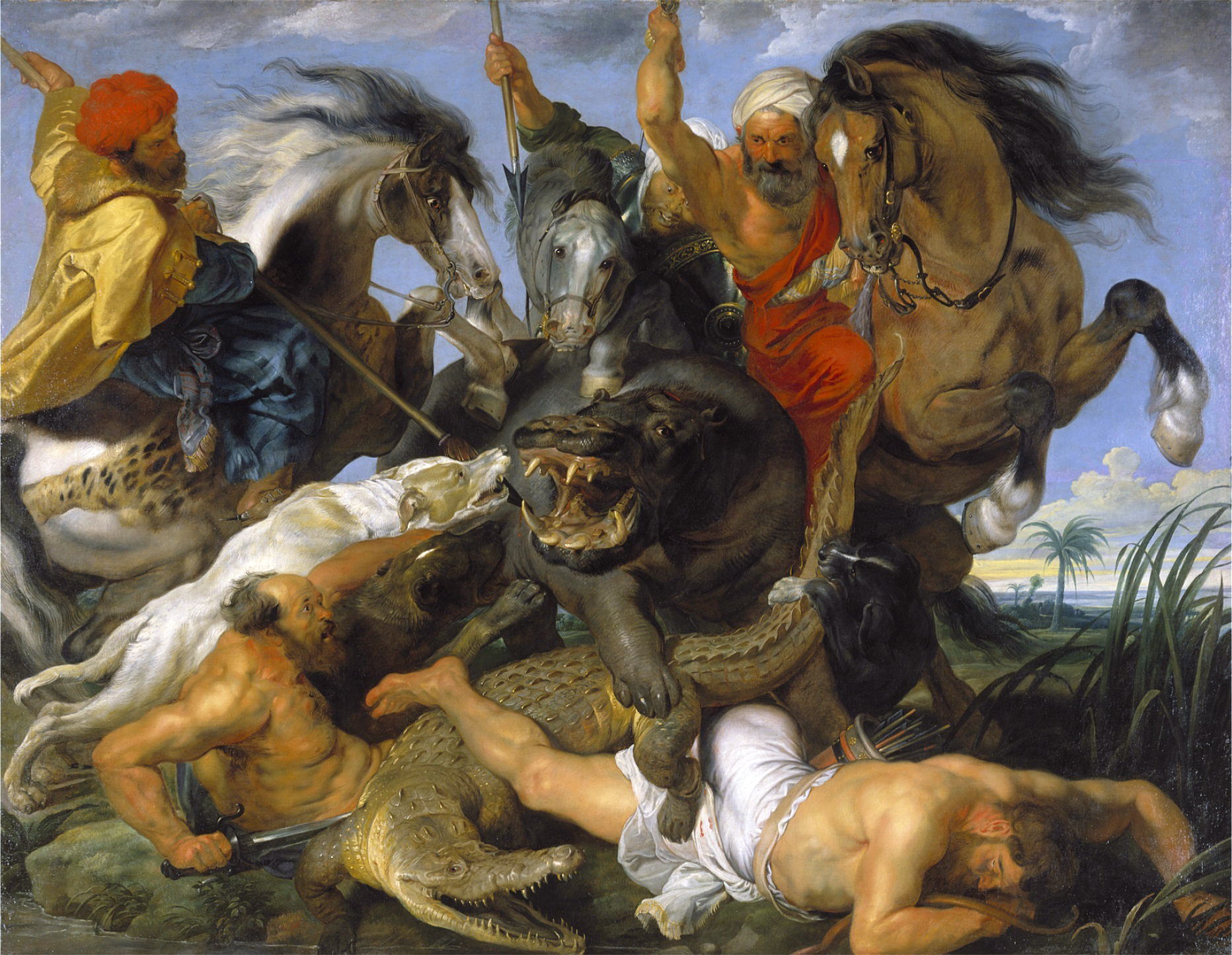
『カバとワニ狩り』 (アルテ・ピナコテーク、ミュンヘン)
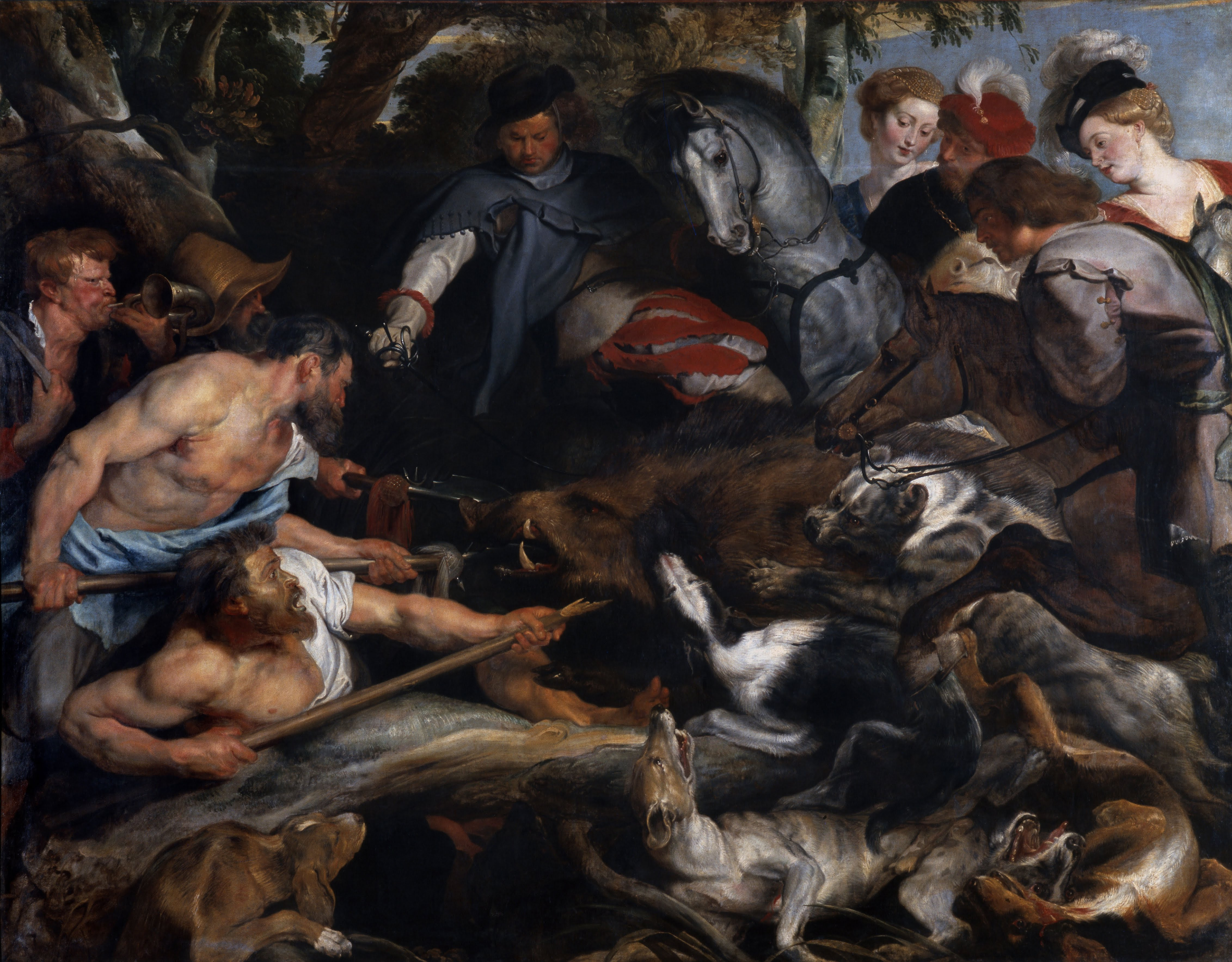
『イノシシ狩り（英語版）』 (マルセイユ美術館)
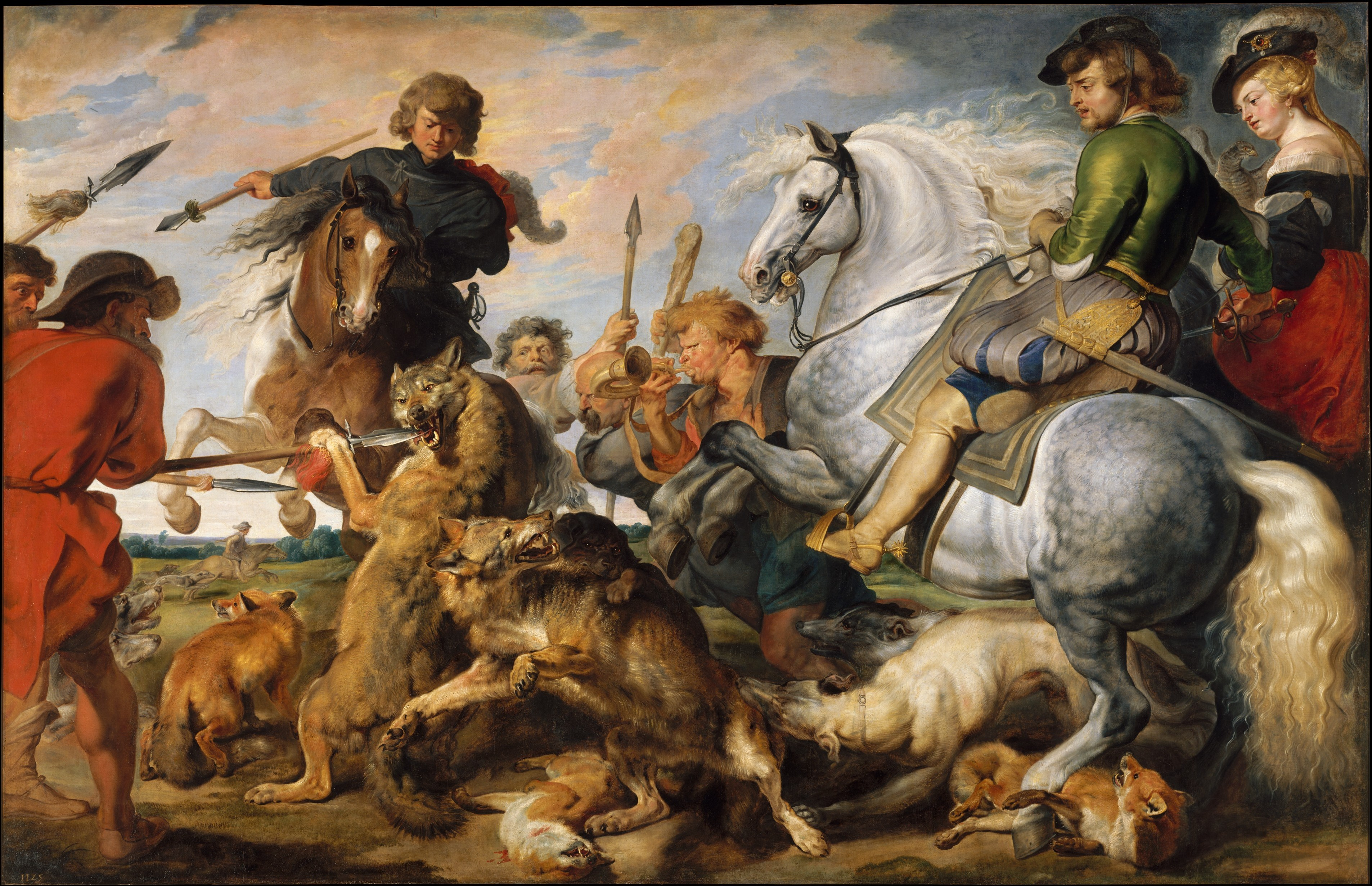
『狼と狐狩り』 (メトロポリタン美術館、ニューヨーク)
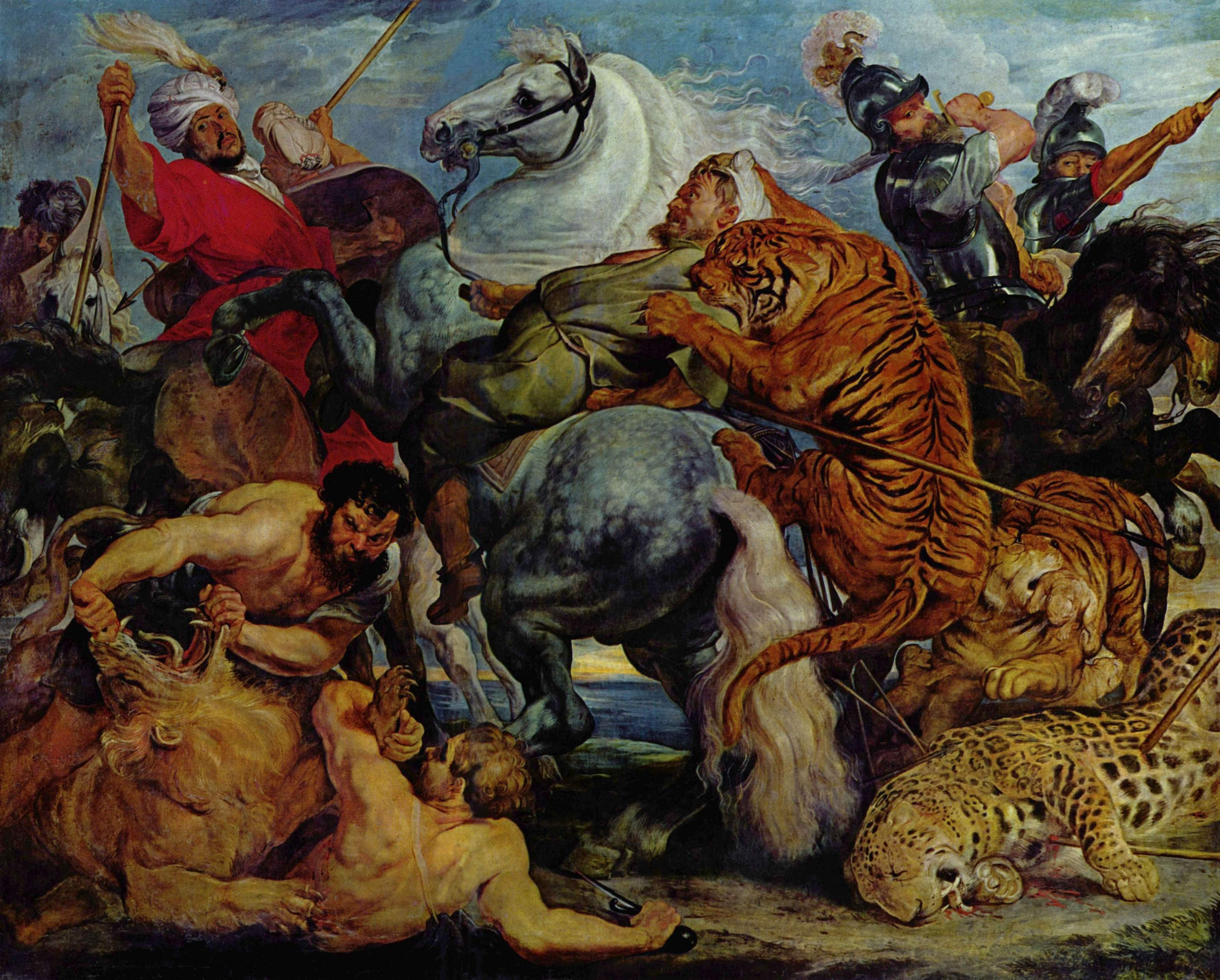
『トラ狩り（英語版）』(レンヌ美術館)